# Ríos Rosas (Madrid)
Ríos Rosas es un barrio de Madrid perteneciente al distrito de Chamberí. Toma su nombre de la calle que lo vertebra en sentido este-oeste. Está limitado por las calles Bravo Murillo al oeste, Fernández Villaverde al norte, el paseo de la Castellana al este y la calle de José Abascal al sur.

## Transportes

### Cercanías Madrid
El barrio posee la estación de Nuevos Ministerios (C-2, C-3, C-4, C-7, C-8 y C-10) en su extremo noreste.

### Metro de Madrid
Las líneas que dan servicio al barrio son la 1, la 2, la 6, la 7, la 8 y la 10.
- La línea 1 circula bajo Santa Engracia parando en Cuatro Caminos y Ríos Rosas.
- La línea 2 circula bajo Bravo Murillo parando en Cuatro Caminos y Canal.
- La línea 6 bordea el barrio por el norte parando en Cuatro Caminos y Nuevos Ministerios
- La línea 7 circula bajo José Abascal con parada en Canal, Alonso Cano y Gregorio Marañón
- La línea 8 sólo da servicio a la estación de Nuevos Ministerios, en el extremo noreste.
- La línea 10 bordea el barrio por el este parando en Nuevos Ministerios y Gregorio Marañón.

### Autobuses
Dentro de la red de la Empresa Municipal de Transportes de Madrid, las siguientes líneas prestan servicio:
| Línea | Terminales                                 |
| ----- | ------------------------------------------ |
| 3     | Puerta de Toledo – San Amaro               |
| 5     | Sol / Sevilla – Estación de Chamartín      |
| 7     | Alonso Martínez – Manoteras                |
| 12    | Cristo Rey – Pº Marqués de Zafra           |
| 14    | Conde de Casal – Pío XII                   |
| 27    | Embajadores – Plaza de Castilla            |
| 37    | Cuatro Caminos – Puente de Vallecas        |
| 40    | Tribunal – Alfonso XIII                    |
| 45    | Legazpi – Reina Victoria                   |
| 64    | Cuatro Caminos – Pitis                     |
| 66    | Cuatro Caminos – Fuencarral                |
| 124   | Cuatro Caminos – Lacoma                    |
| 126   | Nuevos Ministerios – Barrio del Pilar      |
| 127   | Cuatro Caminos – Ciudad de los Periodistas |
| 128   | Cuatro Caminos – Barrio del Pilar          |
| 147   | Callao – Barrio del Pilar                  |
| 149   | Tribunal – Plaza de Castilla               |
| 150   | Sol / Sevilla – Virgen del Cortijo         |
| C1    | Circular 1                                 |
| C2    | Circular 2                                 |
| F     | Cuatro Caminos – Ciudad Universitaria      |
| N22   | Cibeles – Barrio de La Paz                 |
| N23   | Cibeles – Montecarmelo                     |
| N24   | Cibeles – Las Tablas                       |
| NC1   | Circular 1                                 |
| NC2   | Circular 2                                 |